# Mérő Ferenc
Mérő Ferenc (eredeti neve: Mihalik, 1938-tól Mihályi) (Zagyvapálfalva, 1916. szeptember 28. – ?) magyar író, költő, műfordító, művészettörténész. Az Amerikai Magyar Kiadó Levelei szerkesztője volt.

## Életpályája
Mihalik Ferenc kőszénbányai villamos szerelő és Lapcsánszky Jolán fia. Tanulmányait az Egri Tanárképző Főiskolában végezte el. 1945-ben katonaként Németországba, majd angol hadifogságba került. 1946-ban Németországban maradt. Fizikai munkás volt. 1950-től az Amerikai Magyar Kiadó munkatársa, majd vezetőhelyettese lett. 1966-ban az Árpád Akadémia tagja lett.
Művei megjelentek a Magyar Nőkben, a Szétszórt parazsakban, a Pásztortűzben és a Magyar Könyvbarátokban is.

## Művei
- Emigrációnk erőforrásai (1952)
- A fáradhatatlan harcos. Kolping Adolf élete és műve (regény, 1957)
- A rózsafüzér (útikalauz, 1958)
- Világtörténelem zseblexikona (1958)
- Az Amerikai Magyar Kiadó katalógusa (szerkesztette, 1960)
- Magyar történelem zseblexikona (1962)
- Bódi Blanka rövid boldogsága (elbeszélés, 1963)
- Citerás lány (elbeszélés, 1963)
- Egy élet mérlege (regény, 1964)
- Csodálatos aratás (vers, 1965)
- Emigrációs magyar irodalom lexikona (1966)
- Ragnarök. (Az istenek alkonya)
- Így történt (1970)

## Műforddításai
- D. Gickler: Dicsőség... békesség... (München, 1957)
- D. M. Schlüter: Az ember, az ismeretlen lény (München, 1957)
- D. M. Schlüter: A rózsafüzér (Köln, 1958)
- A paradicsommadár tánca (műfordítások, Köln-Detroit-Bécs, 1966)
- D. M. Schlüter: Korunk atheizmusa (Köln-Detroit-Bécs, 1966)

## Díjai
- Árpád érem (1964)
- Vörösmarty-díj (1965)